# Indian Hills (Nevada)
Indian Hills és una concentració de població designada pel cens dels Estats Units a l'estat de Nevada. Segons el cens del 2000 tenia 4.407 habitants.

## Demografia
Segons el cens del 2000, Indian Hills tenia 4.407 habitants, 1.661 habitatges, i 1.297 famílies La densitat de població era de 173,55 habitants per km².
Dels 1.661 habitatges en un 36,7% hi vivien nens de menys de 18 anys, en un 62,6% hi vivien parelles casades, en un 11,2% dones solteres, i en un 21,9% no eren unitats familiars. En el 15,9% dels habitatges hi vivien persones soles el 5,1% de les quals corresponia a persones de 65 anys o més que vivien soles. El nombre mitjà de persones vivint en cada habitatge era de 2,65 i el nombre mitjà de persones que vivien en cada família era de 2,96.
Per edats la població es repartia de la següent manera: un 26,8% tenia menys de 18 anys, un 6,2% entre 18 i 24, un 28,6% entre 25 i 44, un 25,6% de 45 a 64 i un 12,8% 65 anys o més.
L'edat mediana era de 38,5 anys. Per cada 100 dones hi havia 97,27 homes. Per cada 100 dones de 18 o més anys hi havia 95,87 homes.
La renda mediana per habitatge era de 56.109 $ i la renda mediana per família de 58.162 $. Els homes tenien una renda mediana de 42.159 $ mentre que les dones 28.885 $. La renda per capita de la població era de 23.027 $. Aproximadament el 5,9% de les famílies i el 5,1% de la població estaven per davall del llindar de pobresa.

## Poblacions més properes
El següent diagrama mostra les poblacions més properes.